# Distintivo Panzer

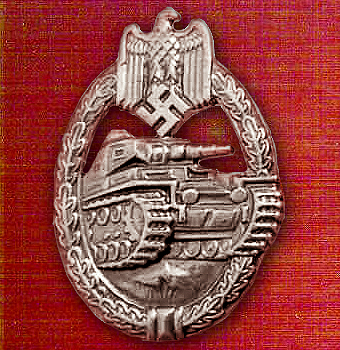
Distintivo Panzer

O distintivo Panzer (em alemão, Panzerkampfabzeichen) foi uma honraria do Terceiro Reich instituída  pelo coronel-general Walther von Brauchitsch em 20 de dezembro de 1939 e destinada aos militares dos destacamentos blindados.